# Dexiomimops rufipes
Dexiomimops rufipes là một loài ruồi trong họ Tachinidae.